# St. Nikolaus (Schmira)

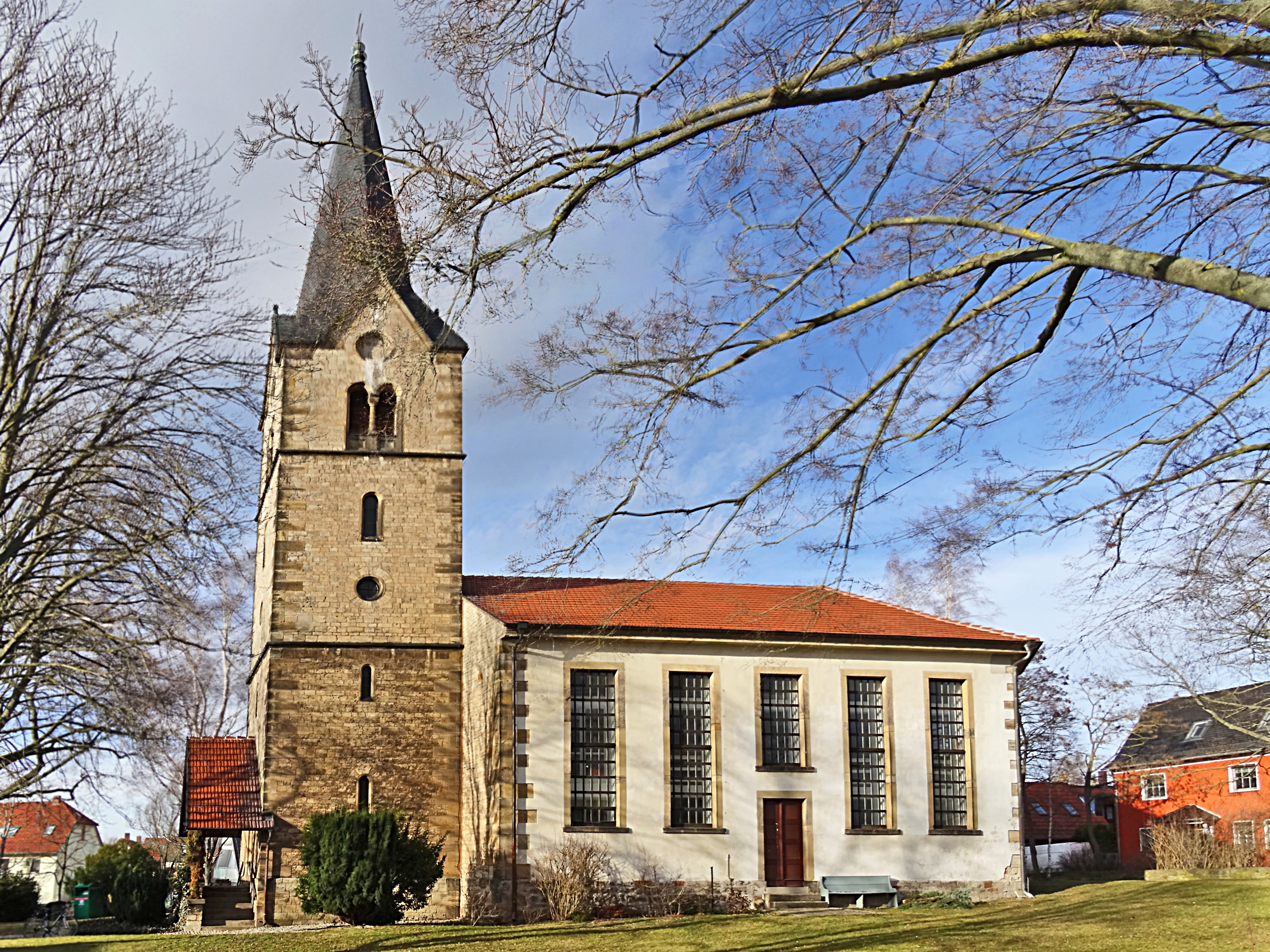
St. Nikolaus

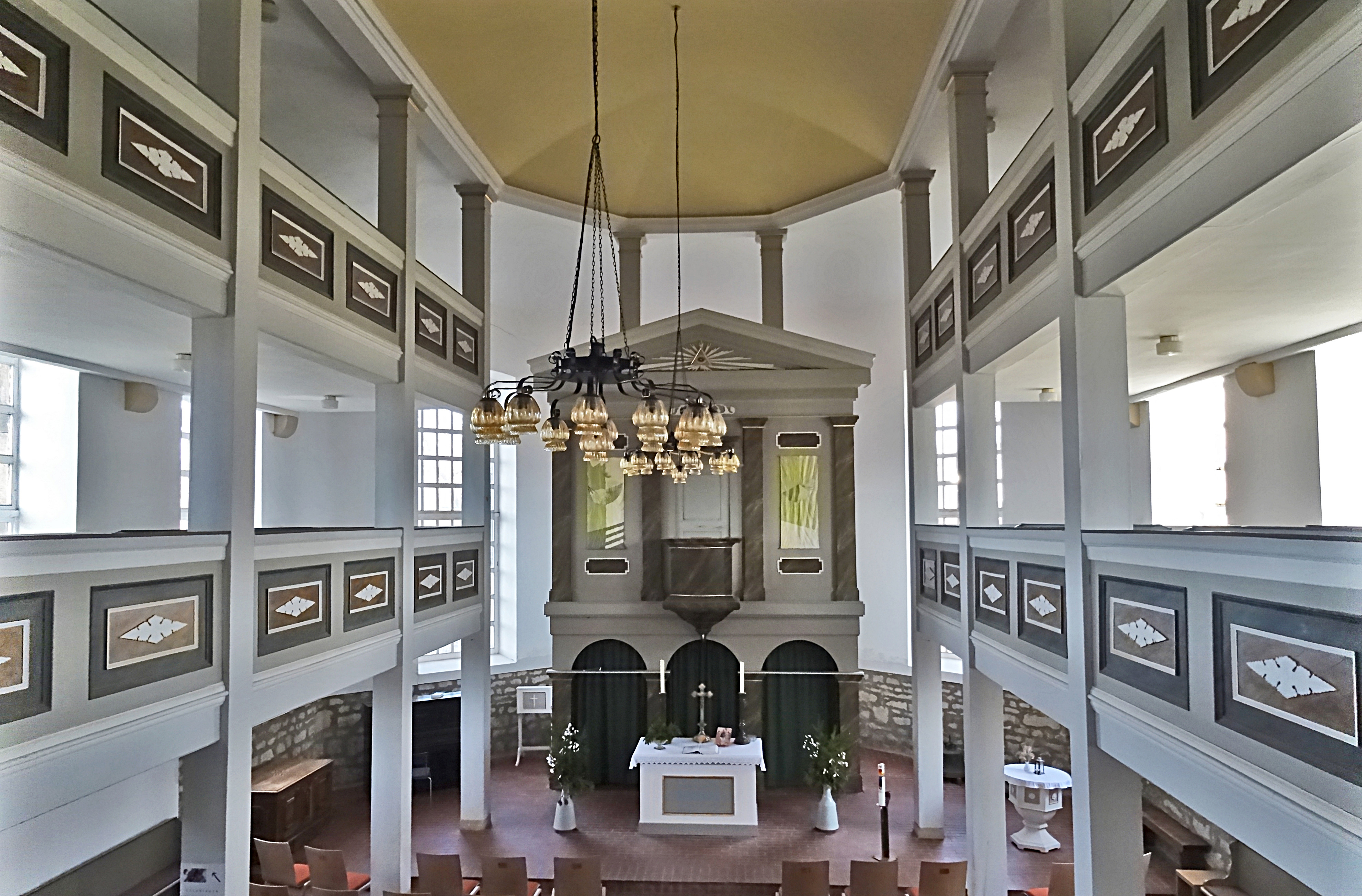
Innenansicht

Die evangelisch-lutherische denkmalgeschützte  Kirche St. Nikolaus steht in Schmira, einem Ortsteil der Landeshauptstadt Erfurt von Thüringen. Die Kirchengemeinde Schmira gehört zum Kirchengemeindeverband Hochheim-Schmira im Kirchenkreis Erfurt der Evangelischen Kirche in Mitteldeutschland.

## Beschreibung
Eine vorreformatorisch dem Patrozinium des  Nikolaus unterstellte Kirche wurde bereits um 1315 erwähnt. Die heutige verputzte Saalkirche wurde 1842 unter Verwendung von Teilen des 1813 zerstörten Vorgängerbaus errichtet. Sie hat einen dreiseitigen Abschluss des Chors und ist mit hohen Sprossenfenstern ausgestattet. Der steinsichtige neuromanische Kirchturm auf quadratischem Grundriss im Westen wurde aus Werksteinen erst 1868 gebaut. Sein oberstes Geschoss hat an allen vier Seiten Biforien als Klangarkaden. Es endet in Dreiecksgiebeln. Darüber erhebt sich ein achtseitiger, spitzer, schiefergedeckter Helm, der von einer Turmkugel mit darauf sitzendem Kreuz bekrönt wird. Der Innenraum hat dreiseitige, an den Langseiten zweigeschossige Emporen. 
Die Kirchenausstattung ist klassizistisch. Der zweizonige, übergiebelte Kanzelaltar ist mit Pilastern geschmückt. Die Orgel mit 26 Registern, verteilt auf 2 Manuale und ein Pedal, wurde 1875 von den Gebrüdern Ratzmann gebaut und 1982 von Herbert Löbling erweitert.